# Conus kantanganus
Conus kantanganus é uma espécie de gastrópode do gênero Conus, pertencente a família Conidae.